# 前原 (船橋市)

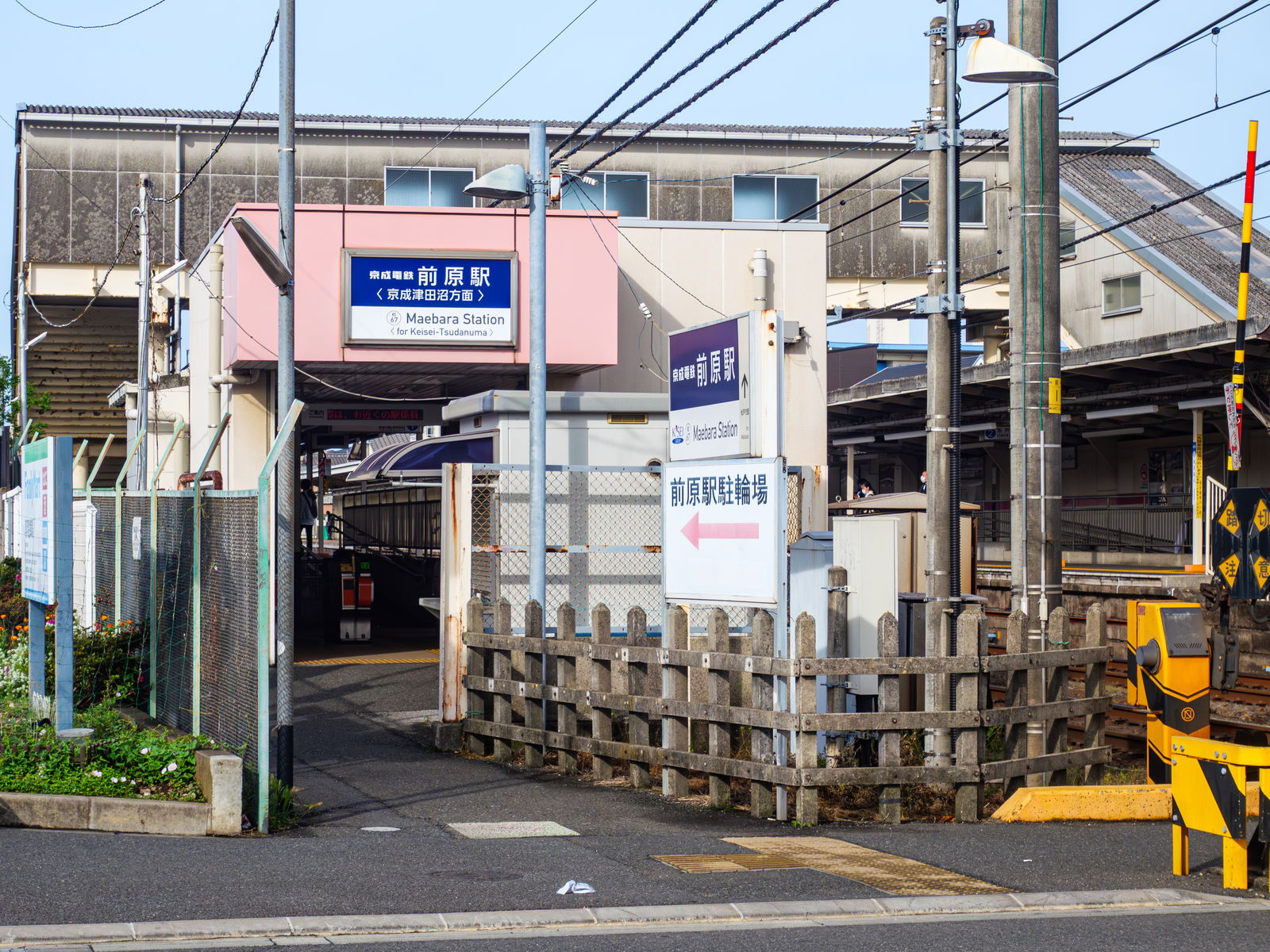
京成電鉄松戸線 前原駅

前原（まえばら、まえはら、まいはら）は、千葉県船橋市南部の広域地名。現行行政地名として、前原西および前原東が制定されている（詳細は後述）。

## 地名の読み
住居表示実施後に制定された町名である「前原西・前原東」は、当初は「まいはらにし・まいはらひがし」が正式な読みであったが、2003年4月1日付で、読みがそれぞれ「まえばらにし・まえばらひがし」へ変更された（船橋市議会 平成15年第1回定例会 議案第41号）。
その他の読みは以下の通り。
- 京成電鉄京成松戸線 前原駅「まえばら」
- 船橋市立前原小学校「まえはら」
- 船橋市立前原中学校「まえばら」（「まいはら」から改称）
- 前原団地「まえばら」

## 地理
津田沼駅の北側、成田街道（旧佐倉街道）の東西に広がる。域内の地形は一部を除き高低差が少なく、南部の津田沼駅北口付近を除いては、ほとんどが住宅で占められている。

### 河川
菊田川水系
- 田喜野井川（前原東6丁目のみ）
  - 二宮川（前原東5丁目のみ）

海老川水系
- 前原川（前原西6丁目・8丁目のみ）準用河川
  - 中野木川（前原西4丁目のみ、境界部分）

## 地価
住宅地の地価は、2014年（平成26年）1月1日の公示地価によれば、前原西2丁目41-3の地点で22万8,000円/m2、前原東3-4-7の地点で20万円/m2となっている。

## 歴史
「前原」の地名は、飯山満から見て「前面にある広い野原」であることに由来し、古くは飯山満野（下総台地の一部）と呼ばれていたともいうが、はっきりしない。
前原は、歴史的には成田街道沿いに成立した近世の新田村落である。前原の成立は、一般的には江戸時代（延宝年間）とされているが、西部の札場集落はそれよりかなり古く、安土桃山時代の成立とする説もあるが、確証はない。文献上は、摂津国（兵庫県）出身の天野四郎兵衛が開墾請負人となり、上東野新助らによって江戸幕府に開墾許可申請が出され、1673年（延宝元年）に、代官伊奈忠常の検分を受け、開村した。江戸時代は幕府代官領で、前原新田と呼ばれたが、1889年（明治22年）に二宮村が成立するとその大字となった。
第二次世界大戦後は、現在の前原西は「前原」、前原東は「宇津木堀」と呼ばれた。1955年（昭和30年）の新町名設定により、船橋市前原町（1～3丁目）が制定された。
1969年（昭和44年）3月1日付で住居表示が実施され、新京成線（現：京成松戸線）を境に、前原西（1 - 8丁目）・前原東（1 - 6丁目）へ変更された。

## 交通
鉄道は、北部・中央部は京成電鉄松戸線前原駅、南東部は同線新津田沼駅、南部はJR総武線津田沼駅、西部は同線東船橋駅が最寄りとなる。そのうち前原にある駅は前原駅と津田沼駅で、津田沼駅の住所は習志野市だが敷地は船橋市にまたがる。

なお、かつて新京成線（現：京成松戸線）が前原駅 -京成津田沼駅間の経路変更を繰り返していた時期に、習志野市津田沼との境に藤崎台駅が存在した（1953年11月1日開業、1968年5月14日廃止）。
路線バスは、旧来から新京成バスの運行エリアに属し、現在は京成バス千葉セントラルおよび京成バス千葉ウエスト（旧：船橋新京成バス）が主に運行する。
道路は、国道296号（成田街道）を中心に町が栄えた。また船橋方面から道標（分岐点）を直進した側の道である東金御成街道は東金市までほぼ直線に作られた道として知られる。

## 前原西
前原西（まえばらにし）は、前原地域西側の町名。現行行政地名は前原西1丁目から8丁目。郵便番号は274-0825。

### 世帯数と人口
2017年（平成29年）11月1日現在の世帯数と人口は以下のとおり。
| 丁目        | 世帯数     | 人口     |
| ----------- | ---------- | -------- |
| 前原西1丁目 | 2,801世帯  | 5,052人  |
| 前原西2丁目 | 2,016世帯  | 3,019人  |
| 前原西3丁目 | 1,619世帯  | 2,517人  |
| 前原西4丁目 | 2,558世帯  | 5,404人  |
| 前原西5丁目 | 707世帯    | 1,424人  |
| 前原西6丁目 | 2,099世帯  | 4,859人  |
| 前原西7丁目 | 1,066世帯  | 1,944人  |
| 前原西8丁目 | 1,165世帯  | 2,199人  |
| 計          | 13,971世帯 | 26,418人 |

### 小・中学校の学区
市立小・中学校に通う場合の学区は以下のとおり。
| 丁目        | 番地             | 小学校               | 中学校                                              |
| ----------- | ---------------- | -------------------- | --------------------------------------------------- |
| 前原西1丁目 | 29～32番         | 船橋市立前原小学校   | 船橋市立前原中学校 船橋市立宮本中学校 ※どちらか選択 |
| 前原西1丁目 | 1～28番 33～38番 | 船橋市立前原小学校   | 船橋市立前原中学校                                  |
| 前原西2丁目 | 全域             | 船橋市立前原小学校   | 船橋市立前原中学校                                  |
| 前原西3丁目 | 全域             | 船橋市立前原小学校   | 船橋市立前原中学校                                  |
| 前原西4丁目 | 全域             | 船橋市立中野木小学校 | 船橋市立前原中学校                                  |
| 前原西5丁目 | 1～8番           | 船橋市立前原小学校   | 船橋市立前原中学校                                  |
| 前原西5丁目 | 9〜17番          | 船橋市立中野木小学校 | 船橋市立前原中学校                                  |
| 前原西6丁目 | 全域             | 船橋市立中野木小学校 | 船橋市立前原中学校                                  |
| 前原西7丁目 | 全域             | 船橋市立中野木小学校 | 船橋市立前原中学校                                  |
| 前原西8丁目 | 全域             | 船橋市立飯山満小学校 | 船橋市立二宮中学校                                  |

### 施設
- JR東日本習志野電車区（1丁目）
- 船橋市芝山消防署前原分署（1丁目）
- 東部公民館（船橋市役所津田沼連絡所）（2丁目）
- JR総武線津田沼駅（2丁目）- 習志野市との市境上に位置し、ホームの一部が前原西である。
- Viit（2丁目）- 津田沼パルコ（2023年2月28日閉館）B館跡地に開館したショッピングセンター。
- 東横イン津田沼（2丁目）
- 津田沼第一生命ビルディング（津田沼郵便局）（2丁目）
- 船橋市立前原小学校（2丁目）
- 蓮清寺（4丁目）
- 前原ひまわり保育園（4丁目）
- 前原団地（6丁目）
- 二宮保育園（6丁目）
- 京成電鉄松戸線前原駅（7丁目）
- 前原保育園（8丁目）

## 前原東
前原東（まえばらひがし）は、前原地域東側の町名。現行行政地名は前原東1丁目から6丁目。郵便番号は274-0824。

### 世帯数と人口
2017年（平成29年）11月1日現在の世帯数と人口は以下のとおり。
| 丁目        | 世帯数    | 人口     |
| ----------- | --------- | -------- |
| 前原東1丁目 | 974世帯   | 1,638人  |
| 前原東2丁目 | 1,184世帯 | 2,354人  |
| 前原東3丁目 | 1,502世帯 | 2,896人  |
| 前原東4丁目 | 954世帯   | 1,837人  |
| 前原東5丁目 | 2,076世帯 | 4,241人  |
| 前原東6丁目 | 940世帯   | 2,261人  |
| 計          | 7,630世帯 | 15,227人 |

### 小・中学校の学区
市立小・中学校に通う場合の学区は以下のとおり。
| 丁目        | 番地              | 小学校                                                  | 中学校                                              |
| ----------- | ----------------- | ------------------------------------------------------- | --------------------------------------------------- |
| 前原東1丁目 | 全域              | 船橋市立前原小学校                                      | 船橋市立前原中学校                                  |
| 前原東2丁目 | 1～19番           | 船橋市立前原小学校                                      | 船橋市立前原中学校                                  |
| 前原東2丁目 | 20～23番          | 船橋市立二宮小学校                                      | 船橋市立二宮中学校                                  |
| 前原東3丁目 | 32～36番          | 船橋市立二宮小学校                                      | 船橋市立二宮中学校                                  |
| 前原東3丁目 | 1～31番           | 船橋市立前原小学校                                      | 船橋市立前原中学校                                  |
| 前原東4丁目 | 1～10番           | 船橋市立前原小学校                                      | 船橋市立前原中学校                                  |
| 前原東4丁目 | 11～19番          | 船橋市立二宮小学校                                      | 船橋市立二宮中学校                                  |
| 前原東4丁目 | 20番・21番        | 船橋市立前原小学校 船橋市立二宮小学校 ※どちらか選択     | 船橋市立前原中学校 船橋市立二宮中学校 ※どちらか選択 |
| 前原東5丁目 | 全域              | 船橋市立二宮小学校                                      | 船橋市立二宮中学校                                  |
| 前原東6丁目 | 9～17番 37番      | 船橋市立二宮小学校                                      | 船橋市立二宮中学校                                  |
| 前原東6丁目 | 1～5番            | 船橋市立前原小学校                                      | 船橋市立前原中学校                                  |
| 前原東6丁目 | 6～8番 18番～35番 | 船橋市立田喜野井小学校                                  | 船橋市立三田中学校                                  |
| 前原東6丁目 | 36番              | 船橋市立二宮小学校 船橋市立田喜野井小学校 ※どちらか選択 | 船橋市立二宮中学校 船橋市立三田中学校 ※どちらか選択 |

### 施設・公園
- いけだ病院（1丁目）
- 海松台公園（2丁目）
- 京成電鉄前原変電所（3丁目）
- 津田沼自動車教習所（3丁目）
- 中台幼稚園（4丁目）
- 前原東郵便局（5丁目）
- 道入庵（5丁目）
- 御嶽神社（5丁目）
- 船橋市立二宮小学校（5丁目）